# Dan Houser
Daniel Houser (Londra, 7 novembre 1973) è un autore di videogiochi britannico.

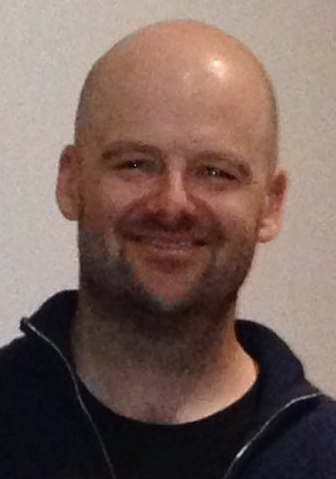
Dan Houser

Ex-vicepresidente e cofondatore (insieme al fratello Sam Houser) della casa produttrice di videogiochi Rockstar Games, è divenuto famoso per aver prodotto, insieme al fratello Sam Houser, la serie di videogiochi Grand Theft Auto a partire dal terzo capitolo. È responsabile inoltre della produzione dei videogiochi Canis Canem Edit, Red Dead Redemption e Max Payne 3. Nel 2009 la rivista statunitense TIME lo ha collocato al 37º posto nella classifica dei 100 uomini più influenti del mondo.
L'11 marzo 2020 ha lasciato il suo posto di vicepresidente di Rockstar Games.
Il 15 giugno 2023 Dan Houser fonda lo studio Absurd Ventures, con sede a Santa Monica in California

## Biografia
Daniel Houser nasce a Londra il 7 novembre 1973, figlio dell'avvocato Walter Houser e dell'attrice Geraldine Moffat, e fratello di Sam Houser. Compie i primi studi presso la St Paul's School a Londra per poi laurearsi presso l'università di Oxford.
Nonostante il desiderio di diventare musicista, Dan è da sempre stato affascinato verso la narrativa fin dalla giovane età. Durante l'infanzia trascorreva buona parte del suo tempo presso una videoteca di Londra, e ha guardato molti film americani e spaghetti western. Il suo film preferito è I guerrieri della notte di Walter Hill.
Nel 1996 ottiene un lavoro part-time presso BMG Interactive (presso cui lavorava anche il fratello) come collaudatore di CD-ROM e l'anno successivo viene assunto a tempo pieno. Dopo l'acquisizione di BMG Interactive da parte di Take Two Interactive, Dan e suo fratello si trasferiscono con l'azienda a New York e fondano Rockstar Games.
Nonostante lo status di creatori della serie Grand Theft Auto, uno dei franchise più di successo di tutti i tempi, Dan e suo fratello Sam hanno evitato le luci della ribalta, concentrandosi nel brand di Rockstar Games, piuttosto che ricevere i benefici personali dei loro giochi di successo.
Il 4 febbraio 2020, Take Two Interactive annuncia il ritiro di Dan Houser da Rockstar Games a partire dall'11 marzo 2020. Nel febbraio 2021 Houser ha registrato due nuove compagnie, Absurd Ventures LLC nel Delaware, e Absurd Ventures in Games LLC nel Regno Unito, dove viene indicato come produttore e direttore creativo.

## Produttore esecutivo
- Grand Theft Auto: London 1969 (1999)

- Grand Theft Auto III (2001)
- Smuggler's Run: Warzones (2002)
- Grand Theft Auto: Vice City (2002)
- Grand Theft Auto: San Andreas (2004)
- Grand Theft Auto: Vice City Stories (2006)
- Red Dead Redemption
- L.A. Noire (2011)
- Max Payne 3 (2012)
- Red Dead Redemption II (2018)

## Scrittore
- Grand Theft Auto: London, 1969 (1999)
- Grand Theft Auto 2 (1999)
- Grand Theft Auto III (2001)
- Smuggler's Run 2: Hostile Territory (2001)
- Grand Theft Auto: Vice City (2002)
- Grand Theft Auto: San Andreas (2004)
- Grand Theft Auto: Liberty City Stories (2005)
- Grand Theft Auto: Vice City Stories (2006)
- Canis Canem Edit (2006)
- Grand Theft Auto IV (2008)
- Grand Theft Auto IV: The Lost and Damned (2009)
- Grand Theft Auto: Chinatown Wars (2009)
- Grand Theft Auto IV: The Ballad of Gay Tony (2009)
- Red Dead Redemption (2010)
- Red Dead Redemption: Undead Nightmare (2010)
- Max Payne 3 (2012)
- Grand Theft Auto V (2013)
- Red Dead Redemption II (2018)

## Doppiatore
- X-Squad (2000)
- Grand Theft Auto III (2001) - Pedone
- Grand Theft Auto: Vice City (2002) - Chiamante alla radio, Inserzionista della radio
- Grand Theft Auto: San Andreas (2004) - Inserzionista della radio
- Grand Theft Auto: Liberty City Stories (2005) - Inserzionista della radio